# Lowesville
Lowesville – jednostka osadnicza w Stanach Zjednoczonych, w stanie Karolina Północna, w hrabstwie Lincoln.